# Mãe de Santo (minissérie)
Mãe de Santo é uma série de televisão brasileira produzida e exibida pela Rede Manchete entre 9 de outubro a 2 de novembro de 1990 às 22h30min em 16 episódios e reprisada entre 18 de maio a 9 de junho de 1992, de segunda à sexta, às 19h30min, em 15 episódios. Foi escrita por Paulo César Coutinho e dirigida por Henrique Martins e Álvaro Fugulin.

## Enredo
Ialorixá é uma mãe-de-santo do Candomblé onde cada episódio apresentava uma história diferente em seu terreiro, tendo um Orixá como tema principal e terminando o episódio com imagens, xilogravuras e referências do Orixá que foi assunto no episódio. Logo no primeiro episódio, dedicado à Exu, os Orixás aparecem um a um nas ruas de Salvador e são saudados cada qual com seu cumprimento em iorubá.
Ialorixá (Zezé Motta) é uma mãe-de-santo de um terreiro de Candomblé onde em cada episódio ela apresenta uma história diferente, tendo um Orixá como tema principal e terminando o episódio com imagens, xilogravuras e referências do Orixá que foi assunto no episódio. Sempre com histórias que se passavam no presente (ano de 1990, ano da produção da minissérie) - algumas vezes também no passado - que tinham relação com o Orixá-tema e seguidamente de um conto (itã) do Orixá do episódio que explica sua origem e seus símbolos.

## Abertura
A abertura consistia em apresentar imagens dos primeiros episódios, de paisagens de Salvador, de referências do Candomblé e da Umbanda e da mitologia iorubá, onde todas as cenas iam aparecendo em uma espécie de caleidoscópio em formas triangulares e retangulares, enquanto apareciam os créditos da direção, da redação e dos nomes principais dos atores que atuavam na minissérie. Em seguida, aparecia a expressão “Episódio de hoje” e o nome do Orixá em letras maiúsculas. A abertura durava cerca de 40 segundos. As vinhetas de “Estamos apresentando” e “Voltamos a apresentar”, seguiam a mesma linha da abertura, porém de maneira breve. 

## Lista dos Episódios
Esta é a lista dos episódios exibidos da minissérie quando foi reprisada, em 1992. 
A numeração está de acordo com a disponibilidade dos episódios encontrados nas várias páginas do Youtube. 
| Episódio    | Orixá                    | Enredo |
| ----------- | ------------------------ | ------ |
| Episódio 01 | Exú                      |        |
| Episódio 02 | Ogum                     |        |
| Episódio 03 | Oxóssi                   |        |
| Episódio 04 | Ossãe (Ossain ou Osanha) |        |
| Episódio 05 | Omulu (Omolú ou Obaluaê) |        |
| Episódio 06 | Oxumarê                  |        |
| Episódio 07 | Nanã                     |        |
| Episódio 08 | Logunedé (ou Logun-Edé)  |        |
| Episódio 09 | Oxum                     |        |
| Episódio 10 | Yansã (ou Oyá)           |        |
| Episódio 11 | Obá                      |        |
| Episódio 12 | Ewá (ou Yewá)            |        |
| Episódio 13 | Yemanjá                  |        |
| Episódio 14 | Xangô                    |        |
| Episódio 15 | Oxalá                    |        |

## Repercussão
Apesar de ter sido exibida após Pantanal, um dos maiores sucessos da história da Manchete, e de seu elenco formado por grandes nomes da televisão brasileira, a minissérie não obteve uma boa repercussão. 

## Legado
Foi uma das várias vezes em que a TV Manchete realizou e exibiu uma produção que tinha como conteúdo as religiões de matriz afrobrasileira como o Candomblé e a Umbanda, como ocorreu, por exemplo, na telenovela Carmem, exibida entre 1987 a 1988 pela mesma emissora.
Em seu quarto episódio, dedicado ao orixá Ossãe (também Ossanha), a minissérie narrou a história de Lúcio e Rafael, um casal homossexual interpretado pelos atores Raí Alves e Daniel Barcellos, respectivamente. Durante o episódio, a Manchete veiculou o primeiro beijo entre homens da história da televisão aberta brasileira.
No quinto episódio, dedicado ao orixá Omulu, foi feita referências a AIDS, que era um tabu na sociedade brasileira da época (início dos anos 1990).
No episódio dedicado ao orixá Oxumarê, a história contada implicitamente e involuntariamente falava sobre transexualidade, intersexualidade e androgenia.

## Disponibilidade
Atualmente, os episódios estão disponíveis em várias páginas do YouTube.

## Elenco
| Ator/Atriz | Personagem               |
| ---------- | ------------------------ |
| Zezé Motta | Ialorixá, a Mãe de santo |

### Participações especiais
| Ator/Atriz         | Personagem             |
| ------------------ | ---------------------- |
| Júlia Lemmertz     | Mônica                 |
| Totia Meirelles    | Priscila               |
| Denise Del Vecchio | Prazeres               |
| Neuza Borges       | Dona Conceição         |
| Esther Góes        | Liza                   |
| Giuseppe Oristânio | Antônio                |
| Ítala Nandi        | Amanda                 |
| Solange Couto      | Dandara                |
| Ângela Correa      | Iemanjá                |
| Antônio Pompeo     | Tobias                 |
| Aracy Cardoso      | Solange                |
| Bia Sion           | Drª Ruth               |
| Cláudia Magno      | Valéria                |
| Clementino Kelé    | Clementino             |
| Daniel Barcellos   | Rafael                 |
| Elisa Lucinda      | Gildete                |
| Haroldo Costa      | Pai de Fernando        |
| Henri Pagnoncelli  | Jacques                |
| Ibanez Filho       | Seu Vanarolli          |
| Iléa Ferraz        | Maria                  |
| Jacyra Silva       | Kalá                   |
| Jairo Lourenço     | Luiz Antônio           |
| Jitman Vibranovski | Geraldo                |
| Lui Mendes         | Orinmilá               |
| Luíza Maranhão     | Beatriz                |
| Luísa Thiré        | Bárbara                |
| Maria Ceiça        | Filha de Conceição     |
| Mário Gusmão       | Negro Velho            |
| Pedro Pianzo       | Dr. Márcio             |
| Oberdan Júnior     | Duda                   |
| Raí Alves          | Lúcio                  |
| Roberto Bomtempo   | Paciente do Dr. Márcio |
| Thiago Justino     | Fernando               |